# Constantin E. Sekeris
Constantin E. Sekeris (* 12. Juni 1933 in Nafplio; † 15. September 2009 in Thessaloniki) war ein griechischer Biochemiker und Molekularbiologe.

## Leben und Werk
Sekeris wurde in Nafplio geboren und ging während des Zweiten Weltkriegs mit seiner Familie nach Ägypten, Südafrika und schließlich in die Vereinigten Staaten, wo sein Vater verschiedene Ministerpositionen in der griechischen Exilregierung bekleidete. Nach der Befreiung Griechenlands im Jahr 1944 ging die Familie zurück nach Griechenland. Er absolvierte seine Schulausbildung im 8. Gymnasium in Athen und machte 1956 seinen Abschluss der Nationalen und Kapodistrias-Universität Athen. Am Ende seiner zweijährigen Wehrpflicht arbeitete er in einer Forschungsgruppe von Peter Karlson an der Ludwig-Maximilians-Universität München und wurde dort 1962 promoviert.
1964 wechselte Karlson an die Philipps-Universität Marburg und nahm Sekeris mit dorthin. 1966 erhielt dieser eine Position als Privatdozent und wurde 1970 zum Wissenschaftlichen Rat und C3-Professor. 1974 wurde Sekeris der Leiter der Sektion „Molekularbiologie der Zelle“ an der Universität Heidelberg beim Deutschen Krebsforschungszentrum.
1977 ging Sekeris zurück nach Griechenland und wurde Professor für Biochemie an der biologischen Fakultät der Universität Athen. 1993 wurde er auf eine Professur an der Medizinhochschule berufen und war zugleich Direktor des Nationalen Hellenischen Forschungszentrums. 2000 erreichte Sekeris das obligatorische Rentenalter Griechenlands, er forschte jedoch weiter bis zu seinem Tod durch einen Herzinfarkt im Jahr 2009.

## Forschung
Der Forschungsschwerpunkt Sekeris’ war die Wirkungsweise von Steroidhormonen. Er begann seine Karriere, indem er sich mit dem Tyrosin-Stoffwechsel von Insekten beschäftigte und dann rasch zur molekularen Endokrinologie überging. Mit Karlson baute er auf der Arbeit von Adolf Butenandt (Peter Karlsons Schwiegervater und Direktor des Instituts in München) auf und schlug ein Modell für Steroidhormonfunktionen vor, das lose auf dem Modell von Jacob und Monod für die Regulierung des Lactose-Operons von Escherichia coli basierte. Danach fokussierte Sekeris auf Steroidrezeptoren und beschrieb mit seiner Arbeitsgruppe erstmals die Bindung des Glucocorticoidrezeptors an mitochondriale DNA.
Zusätzlich zu seiner Funktion als langjähriger Direktor und Geschäftsführer am Nationalen Hellenischen Forschungszentrum war Sekeris sowohl in Griechenland als auch im Ausland in der Wissenschaftsverwaltung tätig. Er war Mitglied des Griechischen Forschungsrats und war gewähltes Mitglied in der European Molecular Biology Organization, der European Academy of Sciences und der Academia Europaea (1992).